# Diplacrum pygmaeopsis
Diplacrum pygmaeopsis är en halvgräsart som först beskrevs av Johannes Hendrikus Kern, och fick sitt nu gällande namn av Tetsuo Michael Koyama. Diplacrum pygmaeopsis ingår i släktet Diplacrum och familjen halvgräs. Inga underarter finns listade i Catalogue of Life.